# Music & Media
《Music & Media》（英语直译：音乐与媒体）是一份泛欧广播、音乐和娱乐杂志。它于1984年首次出版，起初名为Eurotipsheet，但在1986年更名为Music & Media。 它最初设在阿姆斯特丹，但后来迁至伦敦。该杂志专门关注广播、电视、音乐、排行榜和音乐节和活动等相关娱乐领域。《Music & Media》于2003年8月停刊。《Music & Media》是《公告牌》杂志的姊妹刊物。

## 排行榜
- 欧洲百强专辑榜 (销售)
- 欧洲百强单曲榜 (销售)
- European Airplay Top 50 (广播) (先前名为European Hit Radio Top 40)
- European Border Breakers (突破签约国限制，广播播放欧洲歌曲)

1985年，《公告牌》成为《Music & Media》的财务合作伙伴，后来拥有了该杂志股权。当《Music & Media》于2003年8月关闭时，《公告牌》继续汇编欧洲百大专辑和欧洲排行榜百强单曲。